# Copa Europea Femenina de la FIBA 2022-23
La Copa Europea Femenina de la FIBA 2022-23 fue la 21.ª edición del campeonato europeo de clubes femeninos de baloncesto organizado por FIBA. Es el segundo nivel, tras la Euroliga.Se disputó entre el 5 de octubre de 2022 y el 12 de abril de 2023.
El campeón  de esta edición fue el LDLC Asvel Féminin tras imponerse por un rotundo 180-113 ante el Galatasaray Cagdas Factoring en las Finales. 
Con la victoria del LDLC Asvel Féminin la Liga Francesa sumó su 4.º campeón distinto,  5.º título en total. También enlazó dos campeonatos consecutivos, pues en la temporada 2021-22 el Tango Bourges resultó vencedor. El Tango no defendió esta temporada su cetro, al participar en la Euroliga 22-23.

## Equipos participantes
Un total de 57 equipos participaron en esta edición, 39 entraron en la Fase Regular y 18 pelearon por obtener las últimas 9 plazas para la misma.
En una temporada que no tuvo equipos rusos ni bielorrusos debido a las sanciones.
| Fase Regular                | Fase Regular               | Fase Regular                   | Fase Regular           |
| Conferencia 1               | Conferencia 1              | Conferencia 2                  | Conferencia 2          |
| --------------------------- | -------------------------- | ------------------------------ | ---------------------- |
| ACS Sepsi-SIC (ELW QFA)     | KK Crvena Zvezda (ELW QFA) | Villeneuve d'Ascq LM (ELW QFC) | LDLC ASVEL Féminin     |
| Elitzur Ramla (ELW QFB)     | Botaş SK (ELW QFB)         | Roche Vendée                   | Flammes                |
| Orman Genclik               | Nesibe Aydın               | Movistar Estudiantes           | Cadí La Seu            |
| Galatasaray                 | Bursa Uludag Basketbol     | Casademont Zaragoza            | IDK Euskotren          |
| NKA Universitas PEAC        | Uni Gyor                   | Umana Reyer                    | Zabiny Brno            |
| AZS UMCS Lublin             | VBW Arka Gdynia            | KP Brno                        | Castors Braine         |
| InvestInTheWest Enea Gorzow | FCC UAV Arad               | Basket Namur Capitale          | BCF Elfic Fribourg     |
| Panathinaikos               | Maccabi Bnot               | Rutronik Stars Keltern         | London Lions           |
| Piestanske Cajky            | Beroe                      | SL Benfica                     | T71 Diddeleng          |
| Kibirkštis                  |                            | ZKK Ragusa                     | UFAB 49                |
| Fase de Clasificación       |                            |                                |                        |
| Conferencia 1               | Conferencia 1              | Conferencia 2                  | Conferencia 2          |
| Hatay BB Spor               | Ludovika Csata             | BLMA                           | Lointek Gernika        |
| KS Basket 25 Bydgoszcz      | Esperides Kallitheas       | Banco di Sardegna Sassari      | Phantoms Basket Boom   |
| Eleftheria Moschatou        | OA Chanion                 | House of Talents Spurs         | Sportiva/Azoris Hotels |
| Dafni Agiou Dimitriou       | Ramat Hasharon             | Grengewald                     | ZKK Plamen Pozega      |
| Elitzur Holon               | Slavia Banska Bystrica     |                                |                        |

## Sistema de competición y calendario
Para esta temporada se fijó el siguiente sistema de competición compuesto por; Fase de Clasificación, Fase Regular, Ronda de dieciseisavos, octavos de final,cuartos de final, semifinales, Finales.
La Fase de Clasificación contó con 18 equipos, 10 de la Conferencia 1 y 8 de la Conferencia 2. Esta ronda se disputó a 5 y 4 eliminatorias directas a doble partido, donde pasaron quienes más puntos sumaron entre la ida y la vuelta de cada duelo. Tras la misma 9 equipos accedieron a la siguiente fase, mientras que los 9 derrotados quedaron fuera de Europa, al menos, por esta temporada.
En la Fase Regular aparecieron 12 grupos, 6 por conferencia (A-F C1 y G-L C2). Cada grupo resultó compuesto de 4 equipos, por tanto, un total de 48 compitieron en esta ronda. Se jugaron 6 jornadas por grupo en formato liguilla de todos contra todos, a ida y vuelta. Tras la sexta jornada los 12 primeros y los 12 segundos avanzaron a la siguiente ronda. Si bien los 12 últimos dijeron adiós, pasaron repescados los 4 mejores terceros (de 6 posibles) de la Conferencia 1 y del mismo modo sucedió en la Conferencia 2. 
Una vez acabada esta fase, se elaboró un ranking con los 32 equipos clasificados, de tal modo, que además de desaparecer las conferencias de cara a la siguiente ronda, se establecerá la localía en los partidos de vuelta y los emparejamientos de las eliminatorias venideras de acuerdo al resultado del mismo.
¡Llegaron las eliminatorias! La primera;16avos de Final . En esta ronda las 16 eliminatorias resultaron adjudicadas respecto al ranking final tras la Fase Regular. Se enfrentaron el 1vs32, 2vs31..... Fue a doble partido, con el de vuelta en cancha del equipo mejor clasificado. Pasaron los 16 que tras sus dos partidos sumaron más puntos que el rival en el cómputo de ambos encuentros.
Octavos de Final Los 16 equipos supervivientes volvieron a enfrentarse al mismo sistema eliminatorio, tras esta ronda 8 equipos continuaron y otros 8 han dicho adiós. 
Cuartos de Final sólo 4 equipos accedieron a las semifinales tras esta fase. Mismo formato eliminatorio; dos partidos, vuelta en casa del equipo mejor clasificado y vencedor el equipo que sumase más puntos uniendo los dos partidos a jugar. 
Semifinales Repetimos formato eliminatorio en busca de las dos plazas para las Finales.
Finales Los dos supervivientes jugaron las finales a la mayor sumatoria de puntos tras dos partidos, siendo la cancha donde se celebró la vuelta y se entreguó el trofeo, la del mejor clasificado de los dos finalistas.
| Fase                   |           | Fechas                      |
| ---------------------- | --------- | --------------------------- |
| Sorteo                 |           | 15 de julio de 2022         |
| Fase de Clasificación  | Ida       | 5-7 de octubre de 2022      |
| Fase de Clasificación  | Vuelta    | 12–13 de octubre de 2022    |
| Fase Regular           | Jornada 1 | 26 y 27 de octubre de 2022  |
| Fase Regular           | Jornada 2 | 2 y 3 de noviembre de 2022  |
| Fase Regular           | Jornada 3 | 9 y 10 de noviembre de 2022 |
| Fase Regular           | Jornada 4 | 16 de noviembre de 2022     |
| Fase Regular           | Jornada 5 | 6–8 de diciembre de 2022    |
| Fase Regular           | Jornada 6 | 13–15 de diciembre de 2022  |
| Ronda de dieciseisavos | Ida       | 4 y 5 de enero de 2023      |
| Ronda de dieciseisavos | Vuelta    | 11 y 12 de enero de 2023    |
| Octavos de final       | Ida       | 25 y 26 de enero de 2023    |
| Octavos de final       | Vuelta    | 1 de febrero de 2023        |
| Cuartos de final       | Ida       | 22 y 23 de febrero de 2023  |
| Cuartos de final       | Vuelta    | 1 y 2 de marzo de 2023      |
| Semifinales            | Ida       | 15-16 de marzo de 2023      |
| Semifinales            | Vuelta    | 23 de marzo de 2023         |
| Finales                | Ida       | 5 de abril de 2023          |
| Finales                | Vuelta    | 12 de abril de 2023         |

## Fase de Clasificación
Para avanzar a las 9 plazas vacantes en la Fase Regular, se decidió emparejar a los 18 equipos en 9 eliminatorias. Estos enfrentamientos se realizaron a ida y vuelta, donde el clasificado resultó ser el equipo que más puntos anotó entre los dos partidos. 
Se respetaron las conferencias (para evitar grandes desplazamientos), por tanto, 5 eliminatorias en la Conferencia 1 y 4 en la Conferencia 2.
Los equipos eliminados terminaron su andadura europea en la presente temporada.
Idas:5-7 de octubre de 2022  Vueltas: 12-13 de octubre de 2022
| Equipo 1               | Agr.    | Equipo 2               | Ida   | Vuelta |
| ---------------------- | ------- | ---------------------- | ----- | ------ |
| Dafni Agiou Dimitriou  | 103-179 | Hatay BB Spor          | 58-99 | 45-80  |
| Slavia Banska Bystrica | 132-130 | Eleftheria Moschatou   | 71-72 | 61-58  |
| OA Chanion             | 113-169 | KS Basket 25 Bydgoszcz | 59-85 | 54-84  |
| Elitzur Holon          | 168-153 | Esperides Kallitheas   | 78-73 | 90-80  |
| Ramat Hasharon         | 141-130 | Ludovika Csata         | 70-62 | 71-68  |

Nota: el partido de ida se disputó en casa del equipo 1 y el de vuelta en la del equipo 2.
| Equipo 1               | Agr.    | Equipo 2                  | Ida    | Vuelta |
| ---------------------- | ------- | ------------------------- | ------ | ------ |
| ZKK Plamen Pozega      | 111-180 | BLMA                      | 53-68  | 58-112 |
| House of Talents Spurs | 107-164 | Banco di Sardegna Sassari | 51-96  | 56-68  |
| Phantoms Basket Boom   | 113-194 | Lointek Gernika           | 62-102 | 51-92  |
| Sportiva/Azoris Hotels | 103-124 | Grengewald                | 49-52  | 54-72  |

Nota: el partido de ida se disputó en casa del equipo 1 y el de vuelta en la del equipo 2.

## Fase Regular
En la Fase Regular  los 48 equipos participantes (34 clasificados directamente, 9 ganadores de la Fase de Clasificación y 5 equipos repescados de la Fase de Clasificación de la Euroliga 22-23), se encuadraron en 12 grupos de 4 equipos cada uno. Los equipos de la Conferencia 1 se reparten los grupos del A-F, mientras que los de la Conferencia 2, los grupos del G-L, por tanto, 6 grupos por conferencia.
Cada grupo se disputó en formato de liguilla de todos contra todos a partidos a ida y vuelta. Tras las 6 jornadas y la finalización de los grupos, avanzaron a la Ronda de dieciseisavos los 12 primeros y los 12 segundos. Éstos fueron acompañados por los 4 mejores terceros de cada conferencia, quedando eliminados los 2 peores terceros de conferencia y los 12 últimos de cada grupo.
Una vez se obtenidos los 32 clasificados, se elaboró un ranking, ya puro (sin contar con conferencias), que resultó clave para decidir los emparejamientos de las eliminatorias, así como que club acoge las vueltas (siempre favorable al mejor clasificado) de cada eliminatoria.
Comenzó el miércoles 26 de octubre y terminó el jueves 15 de diciembre de 2022.

### Conferencia 1

#### Grupo A
| Pos. | Equipo             | PJ | G | P | PF  | PC  | DP  | Pts | Clasificación                       |  | PAO   | UMCS  | KKZCZ | RAM   |
| ---- | ------------------ | -- | - | - | --- | --- | --- | --- | ----------------------------------- |  | ----- | ----- | ----- | ----- |
| 1    | Panathinaikos A.C. | 6  | 4 | 2 | 387 | 358 | +29 | 10  | Acceso a los Ronda de dieciseisavos |  | —     | 67–59 | 70–64 | 59–65 |
| 2    | AZS UMCS Lublin    | 6  | 4 | 2 | 393 | 357 | +36 | 10  | Acceso a los Ronda de dieciseisavos |  | 38–51 | —     | 83–57 | 62–53 |
| 3    | Crvena Zvezda MTS  | 6  | 3 | 3 | 421 | 447 | −26 | 9   | Acceso a los Ronda de dieciseisavos |  | 70–64 | 63–82 | —     | 88–87 |
| 4    | Ramat Hasharon     | 6  | 1 | 5 | 394 | 433 | −39 | 7   | Eliminado                           |  | 62–76 | 66–69 | 61–79 | —     |

 Fuente: 

#### Grupo B
| Pos. | Equipo               | PJ | G | P | PF  | PC  | DP   | Pts | Clasificación                       |  | PEAC  | RML    | HAT   | BEROE  |
| ---- | -------------------- | -- | - | - | --- | --- | ---- | --- | ----------------------------------- |  | ----- | ------ | ----- | ------ |
| 1    | NKA Universitas PEAC | 6  | 5 | 1 | 441 | 362 | +79  | 11  | Acceso a los Ronda de dieciseisavos |  | —     | 78–58  | 64–63 | 83–57  |
| 2    | Elitzur Landco Ramla | 6  | 5 | 1 | 490 | 408 | +82  | 11  | Acceso a los Ronda de dieciseisavos |  | 69–58 | —      | 66–48 | 108–77 |
| 3    | Hatay BB Spor        | 6  | 1 | 5 | 415 | 449 | −34  | 7   | Eliminados                          |  | 56–64 | 74–88  | —     | 93–73  |
| 4    | Beroe                | 6  | 1 | 5 | 433 | 560 | −127 | 7   | Eliminados                          |  | 59–94 | 73–101 | 94–81 | —      |

 Fuente: 

#### Grupo C
| Pos. | Equipo                       | PJ | G | P | PF  | PC  | DP   | Pts | Clasificación                       |  | GORZ  | GALA  | PNC   | SBB    |
| ---- | ---------------------------- | -- | - | - | --- | --- | ---- | --- | ----------------------------------- |  | ----- | ----- | ----- | ------ |
| 1    | InvestInTheWest Enea Gorzow  | 6  | 5 | 1 | 474 | 374 | +100 | 11  | Acceso a los Ronda de dieciseisavos |  | —     | 78–71 | 71–56 | 103–59 |
| 2    | Galatasaray Cagdas Factoring | 6  | 4 | 2 | 456 | 392 | +64  | 10  | Acceso a los Ronda de dieciseisavos |  | 68–66 | —     | 79–55 | 94–52  |
| 3    | Piestanske Cajky             | 6  | 3 | 3 | 416 | 389 | +27  | 9   | Acceso a los Ronda de dieciseisavos |  | 68–70 | 71–63 | —     | 81–55  |
| 4    | Slavia Banska Bystrica       | 6  | 0 | 6 | 339 | 530 | −191 | 6   | Eliminado                           |  | 52–86 | 70–81 | 51–85 | —      |

 Fuente: 

#### Grupo D
| Pos. | Equipo                      | PJ | G | P | PF  | PC  | DP  | Pts | Clasificación                       |  | ORMAN | VBW   | BDG    | ARAD  |
| ---- | --------------------------- | -- | - | - | --- | --- | --- | --- | ----------------------------------- |  | ----- | ----- | ------ | ----- |
| 1    | OGM Ormanspor               | 6  | 5 | 1 | 463 | 396 | +67 | 11  | Acceso a los Ronda de dieciseisavos |  | —     | 69–61 | 109–72 | 85–59 |
| 2    | VBW Arka Gdynia             | 6  | 4 | 2 | 450 | 390 | +60 | 10  | Acceso a los Ronda de dieciseisavos |  | 60–66 | —     | 86–78  | 87–53 |
| 3    | Polskie Przetwory Bydgoszcz | 6  | 2 | 4 | 430 | 485 | −55 | 8   | Eliminados                          |  | 80–66 | 61–84 | —      | 89–53 |
| 4    | FCC UAV Arad                | 6  | 1 | 5 | 379 | 451 | −72 | 7   | Eliminados                          |  | 64–68 | 63–72 | 87–50  | —     |

 Fuente: 

#### Grupo E
| Pos. | Equipo                 | PJ | G | P | PF  | PC  | DP  | Pts | Clasificación                       |  | SSIC  | HOLON | NES   | BURSA |
| ---- | ---------------------- | -- | - | - | --- | --- | --- | --- | ----------------------------------- |  | ----- | ----- | ----- | ----- |
| 1    | ACS Sepsi-SIC          | 6  | 6 | 0 | 490 | 403 | +87 | 12  | Acceso a los Ronda de dieciseisavos |  | —     | 76–75 | 80–71 | 92–58 |
| 2    | Elitzur Holon          | 6  | 4 | 2 | 457 | 427 | +30 | 10  | Acceso a los Ronda de dieciseisavos |  | 71–83 | —     | 74–59 | 86–74 |
| 3    | Nesibe Aydın           | 6  | 2 | 4 | 394 | 417 | −23 | 8   | Acceso a los Ronda de dieciseisavos |  | 56–70 | 67–72 | —     | 74–72 |
| 4    | Bursa Uludag Basketbol | 6  | 0 | 6 | 393 | 487 | −94 | 6   | Eliminado                           |  | 72–89 | 68–79 | 49–67 | —     |

 Fuente: 

#### Grupo F
| Pos. | Equipo              | PJ | G | P | PF  | PC  | DP  | Pts | Clasificación                       |  | GYOR  | ASHD  | KIB   | BTS   |
| ---- | ------------------- | -- | - | - | --- | --- | --- | --- | ----------------------------------- |  | ----- | ----- | ----- | ----- |
| 1    | Uni Gyor            | 6  | 4 | 2 | 439 | 426 | +13 | 10  | Acceso a los Ronda de dieciseisavos |  | —     | 95–81 | 53–58 | 72–65 |
| 2    | Maccabi Bnot Ashdod | 6  | 3 | 3 | 457 | 445 | +12 | 9   | Acceso a los Ronda de dieciseisavos |  | 72–73 | —     | 85–75 | 66–77 |
| 3    | Kibirkštis          | 6  | 3 | 3 | 410 | 424 | −14 | 9   | Acceso a los Ronda de dieciseisavos |  | 81–76 | 64–76 | —     | 63–70 |
| 4    | Botas Spor          | 6  | 2 | 4 | 406 | 417 | −11 | 8   | Eliminado                           |  | 69–70 | 61–77 | 64–69 | —     |

 Fuente: 

#### Ranking de terceros clasificados
| Pos. | Grp | Equipo                      | PJ | G | P | PF  | PC  | DP  | Pts | Clasificación                |
| ---- | --- | --------------------------- | -- | - | - | --- | --- | --- | --- | ---------------------------- |
| 1    | C   | Piestanske Cajky            | 6  | 3 | 3 | 416 | 389 | +27 | 9   | Acceso a los Ronda de 16avos |
| 2    | F   | Kibirkštis                  | 6  | 3 | 3 | 410 | 424 | −14 | 9   | Acceso a los Ronda de 16avos |
| 3    | A   | Crvena Zvezda MTS           | 6  | 3 | 3 | 421 | 447 | −26 | 9   | Acceso a los Ronda de 16avos |
| 4    | E   | Nesibe Aydın                | 6  | 2 | 4 | 394 | 417 | −23 | 8   | Acceso a los Ronda de 16avos |
| 5    | D   | Polskie Przetwory Bydgoszcz | 6  | 2 | 4 | 430 | 485 | −55 | 8   | Eliminados                   |
| 6    | B   | Hatay BB Spor               | 6  | 1 | 5 | 415 | 449 | −34 | 7   | Eliminados                   |

 Fuente: FIBA.com

### Conferencia 2

#### Grupo G
| Pos. | Equipo                | PJ | G | P | PF  | PC  | DP  | Pts | Clasificación                       |  | BENF  | ELFIC | BNC   | DID   |
| ---- | --------------------- | -- | - | - | --- | --- | --- | --- | ----------------------------------- |  | ----- | ----- | ----- | ----- |
| 1    | SL Benfica            | 6  | 5 | 1 | 411 | 379 | +32 | 11  | Acceso a los Ronda de dieciseisavos |  | —     | 69–63 | 63–51 | 84–69 |
| 2    | BCF Elfic Fribourg    | 6  | 4 | 2 | 430 | 402 | +28 | 10  | Acceso a los Ronda de dieciseisavos |  | 65–67 | —     | 65–52 | 80–74 |
| 3    | Basket Namur Capitale | 6  | 2 | 4 | 380 | 371 | +9  | 8   | Acceso a los Ronda de dieciseisavos |  | 72–56 | 56–63 | —     | 60–72 |
| 4    | T71 Diddeleng         | 6  | 1 | 5 | 410 | 479 | −69 | 7   | Eliminado                           |  | 59–72 | 84–94 | 52–89 | —     |

 Fuente: 

#### Grupo H
| Pos. | Equipo                  | PJ | G | P | PF  | PC  | DP   | Pts | Clasificación                       |  | REYER | LOIN  | MOV   | RUTR  |
| ---- | ----------------------- | -- | - | - | --- | --- | ---- | --- | ----------------------------------- |  | ----- | ----- | ----- | ----- |
| 1    | Umana Reyer Venezia     | 6  | 6 | 0 | 496 | 380 | +116 | 12  | Acceso a los Ronda de dieciseisavos |  | —     | 68–65 | 85–69 | 87–53 |
| 2    | Lointek Gernika Bizkaia | 6  | 3 | 3 | 392 | 389 | +3   | 9   | Acceso a los Ronda de dieciseisavos |  | 59–76 | —     | 66–54 | 78–59 |
| 3    | Movistar Estudiantes    | 6  | 3 | 3 | 391 | 396 | −5   | 9   | Acceso a los Ronda de dieciseisavos |  | 69–86 | 63–51 | —     | 67–53 |
| 4    | Rutronik Stars Keltern  | 6  | 0 | 6 | 354 | 468 | −114 | 6   | Eliminado                           |  | 65–94 | 69–73 | 55–69 | —     |

 Fuente: 

#### Grupo I
| Pos. | Equipo              | PJ | G | P | PF  | PC  | DP   | Pts | Clasificación                       |  | ZARAG | SEDI  | CAS   | GWH    |
| ---- | ------------------- | -- | - | - | --- | --- | ---- | --- | ----------------------------------- |  | ----- | ----- | ----- | ------ |
| 1    | Casademont Zaragoza | 6  | 6 | 0 | 464 | 360 | +104 | 12  | Acceso a los Ronda de dieciseisavos |  | —     | 56–55 | 73–69 | 102–57 |
| 2    | Cadí La Seu         | 6  | 3 | 3 | 400 | 348 | +52  | 9   | Acceso a los Ronda de dieciseisavos |  | 58–71 | —     | 63–66 | 71–47  |
| 3    | Castors Braine      | 6  | 3 | 3 | 447 | 398 | +49  | 9   | Acceso a los Ronda de dieciseisavos |  | 67–81 | 54–63 | —     | 115–66 |
| 4    | BBC Grengewald      | 6  | 0 | 6 | 330 | 535 | −205 | 6   | Eliminado                           |  | 54–81 | 54–90 | 52–76 | —      |

 Fuente: 

#### Grupo J
| Pos. | Equipo                   | PJ | G | P | PF  | PC  | DP   | Pts | Clasificación                       |  | VDA   | LDN   | DSS   | RVBC  |
| ---- | ------------------------ | -- | - | - | --- | --- | ---- | --- | ----------------------------------- |  | ----- | ----- | ----- | ----- |
| 1    | Villeneuve d'Ascq LM     | 6  | 5 | 1 | 461 | 349 | +112 | 11  | Acceso a los Ronda de dieciseisavos |  | —     | 80–59 | 68–48 | 81–50 |
| 2    | London Lions             | 6  | 3 | 3 | 439 | 440 | −1   | 9   | Acceso a los Ronda de dieciseisavos |  | 67–60 | —     | 75–82 | 90–79 |
| 3    | Dinamo Banco di Sardegna | 6  | 2 | 4 | 397 | 437 | −40  | 8   | Acceso a los Ronda de dieciseisavos |  | 56–77 | 63–73 | —     | 77–65 |
| 4    | Roche Vendée Basket Club | 6  | 2 | 4 | 418 | 489 | −71  | 8   | Eliminado                           |  | 69–95 | 76–75 | 79–71 | —     |

 Fuente: 

#### Grupo K
| Pos. | Equipo             | PJ | G | P | PF  | PC  | DP  | Pts | Clasificación                       |  | BLMA  | LYON  | EUS   | ZAB   |
| ---- | ------------------ | -- | - | - | --- | --- | --- | --- | ----------------------------------- |  | ----- | ----- | ----- | ----- |
| 1    | BLMA               | 6  | 6 | 0 | 477 | 431 | +46 | 12  | Acceso a los Ronda de dieciseisavos |  | —     | 80–74 | 88–78 | 84–72 |
| 2    | LDLC Asvel Féminin | 6  | 4 | 2 | 377 | 353 | +24 | 10  | Acceso a los Ronda de dieciseisavos |  | 53–62 | —     | 76–64 | 20–0  |
| 3    | IDK Euskotren      | 6  | 1 | 5 | 441 | 467 | −26 | 7   | Eliminados                          |  | 67–73 | 70–71 | —     | 91–80 |
| 4    | Zabiny Brno        | 6  | 1 | 5 | 395 | 439 | −44 | 6   | Eliminados                          |  | 87–90 | 77–83 | 79–71 | —     |

 Fuente: 
Nota: El partido programado para el 10-11-22 correspondiente a la 3.ª jornada entre LDLC Asvel Féminin vs Zabiny Brno no se disputó por Covid-19.
El fallo del Juez Único de Competición dictó;
-No reprogramar el encuentro.
-Otorgar la victoria al LDLC Asvel Féminin por 20-0.
-Se sumarán 2 puntos en la clasificación del equipo francés, mientras que NO se sumará el punto correspondiente por derrota en la tabla clasificatoria del equipo checo.

#### Grupo L
| Pos. | Equipo                | PJ | G | P | PF  | PC  | DP   | Pts | Clasificación                       |  | FCB   | UFAB  | KPB    | RAGUS  |
| ---- | --------------------- | -- | - | - | --- | --- | ---- | --- | ----------------------------------- |  | ----- | ----- | ------ | ------ |
| 1    | Flammes Carolo Basket | 6  | 5 | 1 | 550 | 355 | +195 | 11  | Acceso a los Ronda de dieciseisavos |  | —     | 89–60 | 120–46 | 115–60 |
| 2    | Angers                | 6  | 5 | 1 | 483 | 357 | +126 | 11  | Acceso a los Ronda de dieciseisavos |  | 84–63 | —     | 89–64  | 90–42  |
| 3    | KP Brno               | 6  | 2 | 4 | 341 | 485 | −144 | 8   | Eliminados                          |  | 58–85 | 44–68 | —      | 71–68  |
| 4    | ZKK Ragusa            | 6  | 0 | 6 | 327 | 504 | −177 | 6   | Eliminados                          |  | 47–78 | 55–92 | 55–58  | —      |

 Fuente: 

#### Ranking de terceros clasificados
| Pos. | Grp | Equipo                   | PJ | G | P | PF  | PC  | DP   | Pts | Clasificación                |
| ---- | --- | ------------------------ | -- | - | - | --- | --- | ---- | --- | ---------------------------- |
| 1    | I   | Castors Braine           | 6  | 3 | 3 | 447 | 398 | +49  | 9   | Acceso a los Ronda de 16avos |
| 2    | H   | Movistar Estudiantes     | 6  | 3 | 3 | 391 | 396 | −5   | 9   | Acceso a los Ronda de 16avos |
| 3    | G   | Basket Namur Capitale    | 6  | 2 | 4 | 380 | 371 | +9   | 8   | Acceso a los Ronda de 16avos |
| 4    | J   | Dinamo Banco di Sardegna | 6  | 2 | 4 | 397 | 437 | −40  | 8   | Acceso a los Ronda de 16avos |
| 5    | L   | KP Brno                  | 6  | 2 | 4 | 341 | 485 | −144 | 8   | Eliminados                   |
| 6    | K   | IDK Euskotren            | 6  | 1 | 5 | 441 | 467 | −26  | 7   | Eliminados                   |

 Fuente: FIBA.com

## Clasificación para las Eliminatorias
| Pos | Equipo                         | PG | PP | PF  | PC  | PD   |
| --- | ------------------------------ | -- | -- | --- | --- | ---- |
| 1   | Umana Reyer Venezia H1         | 6  | 0  | 496 | 380 | +116 |
| 2   | Casademont Zaragoza I1         | 6  | 0  | 464 | 360 | +104 |
| 3   | ACS Sepsi-SIC E1               | 6  | 0  | 490 | 403 | +87  |
| 4   | BLMA K1                        | 6  | 0  | 477 | 431 | +46  |
| 5   | Flammes Carolo Basket L1       | 5  | 1  | 550 | 355 | +195 |
| 6   | Angers L2                      | 5  | 1  | 483 | 357 | +126 |
| 7   | Villeneuve d'Ascq LM J1        | 5  | 1  | 461 | 349 | +112 |
| 8   | InvestInTheWest Enea Gorzow C1 | 5  | 1  | 474 | 374 | +100 |
| 9   | Elitzur Landco Ramla B2        | 5  | 1  | 490 | 408 | +82  |
| 10  | NKA Universitas PEAC B1        | 5  | 1  | 441 | 362 | +79  |
| 11  | OGM Ormanspor D1               | 5  | 1  | 463 | 396 | +67  |

| Pos | Equipo                          | PG | PP | PF  | PC  | PD  |
| --- | ------------------------------- | -- | -- | --- | --- | --- |
| 12  | SL Benfica G1                   | 5  | 1  | 411 | 379 | +32 |
| 13  | Galatasaray Cagdas Factoring C2 | 4  | 2  | 456 | 392 | +64 |
| 14  | VBW Arka Gdynia D2              | 4  | 2  | 450 | 390 | +60 |
| 15  | AZS UMCS Lublin A2              | 4  | 2  | 393 | 357 | +36 |
| 16  | Elitzur Holon E2                | 4  | 2  | 457 | 427 | +30 |
| 17  | Panathinaikos A.C. A1           | 4  | 2  | 387 | 358 | +29 |
| 18  | BCF Elfic Fribourg G2           | 4  | 2  | 430 | 402 | +28 |
| 19  | LDLC Asvel Féminin K2           | 4  | 2  | 377 | 353 | +24 |
| 20  | Uni Gyor F1                     | 4  | 2  | 439 | 426 | +13 |
| 21  | Cadí La Seu I2                  | 3  | 3  | 400 | 348 | +52 |
| 22  | Castors Braine I3               | 3  | 3  | 447 | 398 | +49 |

| Pos | Equipo                      | PG | PP | PF  | PC  | PD  |
| --- | --------------------------- | -- | -- | --- | --- | --- |
| 23  | Piestanske Cajky C2         | 3  | 3  | 416 | 389 | +27 |
| 24  | Maccabi Bnot Ashdod F2      | 3  | 3  | 457 | 445 | +12 |
| 25  | Lointek Gernika Bizkaia H2  | 3  | 3  | 392 | 389 | +3  |
| 26  | London Lions J2             | 3  | 3  | 439 | 440 | -1  |
| 27  | Movistar Estudiantes H3     | 3  | 3  | 391 | 396 | -5  |
| 28  | Kibirkštis F3               | 3  | 3  | 410 | 424 | -14 |
| 29  | Crvena Zvezda MTS A3        | 3  | 3  | 421 | 447 | -26 |
| 30  | Basket Namur Capitale G3    | 2  | 4  | 380 | 371 | +9  |
| 31  | Nesibe Aydın E3             | 2  | 4  | 394 | 417 | -23 |
| 32  | Dinamo Banco di Sardegna J3 | 2  | 4  | 397 | 437 | -40 |

## Cuadro Final
|  | Ronda de dieciseisavos            | Ronda de dieciseisavos            |                              |                             | Octavos de final                      | Octavos de final                      |  |                              | Cuartos de final                        | Cuartos de final                        |  |                      | Semifinales                 | Semifinales                 |  |                              | Finales                 | Finales                 |  |
|  | 4, 5, 11 y el 12 de enero de 2023 | 4, 5, 11 y el 12 de enero de 2023 |                              |                             | 25,26 de enero y 1 de febrero de 2023 | 25,26 de enero y 1 de febrero de 2023 |  |                              | 22,23 de febrero y 1,2 de marzo de 2023 | 22,23 de febrero y 1,2 de marzo de 2023 |  |                      | 15,16 y 23 de marzo de 2023 | 15,16 y 23 de marzo de 2023 |  |                              | 5 y 12 de abril de 2023 | 5 y 12 de abril de 2023 |  |
|  |                                   |                                   |                              |                             |                                       |                                       |  |                              |                                         |                                         |  |                      |                             |                             |  |                              |                         |                         |  |
|  |                                   |                                   |                              |                             |                                       |                                       |  |                              |                                         |                                         |  |                      |                             |                             |  |                              |                         |                         |  |
|  | Umana Reyer Venezia               | 165                               |                              |                             |                                       |                                       |  |                              |                                         |                                         |  |                      |                             |                             |  |                              |                         |                         |  |
|  | Umana Reyer Venezia               | 165                               |                              |                             |                                       |                                       |  |                              |                                         |                                         |  |                      |                             |                             |  |                              |                         |                         |  |
|  | Dinamo Banco di Sardegna          | 150                               |                              |                             |                                       |                                       |  |                              |                                         |                                         |  |                      |                             |                             |  |                              |                         |                         |  |
|  | Dinamo Banco di Sardegna          | 150                               |                              | Umana Reyer Venezia         | 145                                   |                                       |  |                              |                                         |                                         |  |                      |                             |                             |  |                              |                         |                         |  |
|  |                                   |                                   |                              | Umana Reyer Venezia         | 145                                   |                                       |  |                              |                                         |                                         |  |                      |                             |                             |  |                              |                         |                         |  |
|  |                                   |                                   | Elitzur Holon                | 143                         |                                       |                                       |  |                              |                                         |                                         |  |                      |                             |                             |  |                              |                         |                         |  |
|  | Elitzur Holon                     | 142                               | Elitzur Holon                | 143                         |                                       |                                       |  |                              |                                         |                                         |  |                      |                             |                             |  |                              |                         |                         |  |
|  | Elitzur Holon                     | 142                               |                              |                             |                                       |                                       |  |                              |                                         |                                         |  |                      |                             |                             |  |                              |                         |                         |  |
|  | Panathinaikos A.C.                | 116                               |                              |                             |                                       |                                       |  |                              |                                         |                                         |  |                      |                             |                             |  |                              |                         |                         |  |
|  | Panathinaikos A.C.                | 116                               |                              |                             |                                       |                                       |  | Umana Reyer Venezia          | 134                                     |                                         |  |                      |                             |                             |  |                              |                         |                         |  |
|  |                                   |                                   |                              |                             |                                       |                                       |  | Umana Reyer Venezia          | 134                                     |                                         |  |                      |                             |                             |  |                              |                         |                         |  |
|  |                                   |                                   | Elitzur Landco Ramla         | 128                         |                                       |                                       |  |                              |                                         |                                         |  |                      |                             |                             |  |                              |                         |                         |  |
|  | InvestInTheWest Enea Gorzow       | 146                               | Elitzur Landco Ramla         | 128                         |                                       |                                       |  |                              |                                         |                                         |  |                      |                             |                             |  |                              |                         |                         |  |
|  | InvestInTheWest Enea Gorzow       | 146                               |                              |                             |                                       |                                       |  |                              |                                         |                                         |  |                      |                             |                             |  |                              |                         |                         |  |
|  | Lointek Gernika Bizkaia           | 136                               |                              |                             |                                       |                                       |  |                              |                                         |                                         |  |                      |                             |                             |  |                              |                         |                         |  |
|  | Lointek Gernika Bizkaia           | 136                               |                              | InvestInTheWest Enea Gorzow | 127                                   |                                       |  |                              |                                         |                                         |  |                      |                             |                             |  |                              |                         |                         |  |
|  |                                   |                                   |                              | InvestInTheWest Enea Gorzow | 127                                   |                                       |  |                              |                                         |                                         |  |                      |                             |                             |  |                              |                         |                         |  |
|  |                                   |                                   | Elitzur Landco Ramla         | 170                         |                                       |                                       |  |                              |                                         |                                         |  |                      |                             |                             |  |                              |                         |                         |  |
|  | Elitzur Landco Ramla              | 174                               | Elitzur Landco Ramla         | 170                         |                                       |                                       |  |                              |                                         |                                         |  |                      |                             |                             |  |                              |                         |                         |  |
|  | Elitzur Landco Ramla              | 174                               |                              |                             |                                       |                                       |  |                              |                                         |                                         |  |                      |                             |                             |  |                              |                         |                         |  |
|  | Maccabi Bnot Ashdod               | 126                               |                              |                             |                                       |                                       |  |                              |                                         |                                         |  |                      |                             |                             |  |                              |                         |                         |  |
|  | Maccabi Bnot Ashdod               | 126                               |                              |                             |                                       |                                       |  |                              |                                         |                                         |  | Umana Reyer Venezia  | 118                         |                             |  |                              |                         |                         |  |
|  |                                   |                                   |                              |                             |                                       |                                       |  |                              |                                         |                                         |  | Umana Reyer Venezia  | 118                         |                             |  |                              |                         |                         |  |
|  |                                   |                                   | Galatasaray Cagdas Factoring | 134                         |                                       |                                       |  |                              |                                         |                                         |  |                      |                             |                             |  |                              |                         |                         |  |
|  | BLMA                              | 159                               | Galatasaray Cagdas Factoring | 134                         |                                       |                                       |  |                              |                                         |                                         |  |                      |                             |                             |  |                              |                         |                         |  |
|  | BLMA                              | 159                               |                              |                             |                                       |                                       |  |                              |                                         |                                         |  |                      |                             |                             |  |                              |                         |                         |  |
|  | Crvena Zvezda MTS                 | 145                               |                              |                             |                                       |                                       |  |                              |                                         |                                         |  |                      |                             |                             |  |                              |                         |                         |  |
|  | Crvena Zvezda MTS                 | 145                               |                              | BLMA                        | 132                                   |                                       |  |                              |                                         |                                         |  |                      |                             |                             |  |                              |                         |                         |  |
|  |                                   |                                   |                              | BLMA                        | 132                                   |                                       |  |                              |                                         |                                         |  |                      |                             |                             |  |                              |                         |                         |  |
|  |                                   |                                   | Galatasaray Cagdas Factoring | 155                         |                                       |                                       |  |                              |                                         |                                         |  |                      |                             |                             |  |                              |                         |                         |  |
|  | Galatasaray Cagdas Factoring      | 142                               | Galatasaray Cagdas Factoring | 155                         |                                       |                                       |  |                              |                                         |                                         |  |                      |                             |                             |  |                              |                         |                         |  |
|  | Galatasaray Cagdas Factoring      | 142                               |                              |                             |                                       |                                       |  |                              |                                         |                                         |  |                      |                             |                             |  |                              |                         |                         |  |
|  | Uni Gyor                          | 115                               |                              |                             |                                       |                                       |  |                              |                                         |                                         |  |                      |                             |                             |  |                              |                         |                         |  |
|  | Uni Gyor                          | 115                               |                              |                             |                                       |                                       |  | Galatasaray Cagdas Factoring | 161                                     |                                         |  |                      |                             |                             |  |                              |                         |                         |  |
|  |                                   |                                   |                              |                             |                                       |                                       |  | Galatasaray Cagdas Factoring | 161                                     |                                         |  |                      |                             |                             |  |                              |                         |                         |  |
|  |                                   |                                   | Cadí La Seu                  | 126                         |                                       |                                       |  |                              |                                         |                                         |  |                      |                             |                             |  |                              |                         |                         |  |
|  | Flammes Carolo Basket             | 150                               | Cadí La Seu                  | 126                         |                                       |                                       |  |                              |                                         |                                         |  |                      |                             |                             |  |                              |                         |                         |  |
|  | Flammes Carolo Basket             | 150                               |                              |                             |                                       |                                       |  |                              |                                         |                                         |  |                      |                             |                             |  |                              |                         |                         |  |
|  | Kibirkštis                        | 124                               |                              |                             |                                       |                                       |  |                              |                                         |                                         |  |                      |                             |                             |  |                              |                         |                         |  |
|  | Kibirkštis                        | 124                               |                              | Flammes Carolo Basket       | 131                                   |                                       |  |                              |                                         |                                         |  |                      |                             |                             |  |                              |                         |                         |  |
|  |                                   |                                   |                              | Flammes Carolo Basket       | 131                                   |                                       |  |                              |                                         |                                         |  |                      |                             |                             |  |                              |                         |                         |  |
|  |                                   |                                   | Cadí La Seu                  | 137                         |                                       |                                       |  |                              |                                         |                                         |  |                      |                             |                             |  |                              |                         |                         |  |
|  | SL Benfica                        | 119                               | Cadí La Seu                  | 137                         |                                       |                                       |  |                              |                                         |                                         |  |                      |                             |                             |  |                              |                         |                         |  |
|  | SL Benfica                        | 119                               |                              |                             |                                       |                                       |  |                              |                                         |                                         |  |                      |                             |                             |  |                              |                         |                         |  |
|  | Cadí La Seu                       | 121                               |                              |                             |                                       |                                       |  |                              |                                         |                                         |  |                      |                             |                             |  |                              |                         |                         |  |
|  | Cadí La Seu                       | 121                               |                              |                             |                                       |                                       |  |                              |                                         |                                         |  |                      |                             |                             |  | Galatasaray Cagdas Factoring | 113                     |                         |  |
|  |                                   |                                   |                              |                             |                                       |                                       |  |                              |                                         |                                         |  |                      |                             |                             |  | Galatasaray Cagdas Factoring | 113                     |                         |  |
|  |                                   |                                   | LDLC Asvel Féminin           | 180                         |                                       |                                       |  |                              |                                         |                                         |  |                      |                             |                             |  |                              |                         |                         |  |
|  | Casademont Zaragoza               | 139                               | LDLC Asvel Féminin           | 180                         |                                       |                                       |  |                              |                                         |                                         |  |                      |                             |                             |  |                              |                         |                         |  |
|  | Casademont Zaragoza               | 139                               |                              |                             |                                       |                                       |  |                              |                                         |                                         |  |                      |                             |                             |  |                              |                         |                         |  |
|  | Nesibe Aydın                      | 133                               |                              |                             |                                       |                                       |  |                              |                                         |                                         |  |                      |                             |                             |  |                              |                         |                         |  |
|  | Nesibe Aydın                      | 133                               |                              | Casademont Zaragoza         | 124                                   |                                       |  |                              |                                         |                                         |  |                      |                             |                             |  |                              |                         |                         |  |
|  |                                   |                                   |                              | Casademont Zaragoza         | 124                                   |                                       |  |                              |                                         |                                         |  |                      |                             |                             |  |                              |                         |                         |  |
|  |                                   |                                   | AZS UMCS Lublin              | 119                         |                                       |                                       |  |                              |                                         |                                         |  |                      |                             |                             |  |                              |                         |                         |  |
|  | AZS UMCS Lublin                   | 144                               | AZS UMCS Lublin              | 119                         |                                       |                                       |  |                              |                                         |                                         |  |                      |                             |                             |  |                              |                         |                         |  |
|  | AZS UMCS Lublin                   | 144                               |                              |                             |                                       |                                       |  |                              |                                         |                                         |  |                      |                             |                             |  |                              |                         |                         |  |
|  | BCF Elfic Fribourg                | 133                               |                              |                             |                                       |                                       |  |                              |                                         |                                         |  |                      |                             |                             |  |                              |                         |                         |  |
|  | BCF Elfic Fribourg                | 133                               |                              |                             |                                       |                                       |  | Casademont Zaragoza          | 133                                     |                                         |  |                      |                             |                             |  |                              |                         |                         |  |
|  |                                   |                                   |                              |                             |                                       |                                       |  | Casademont Zaragoza          | 133                                     |                                         |  |                      |                             |                             |  |                              |                         |                         |  |
|  |                                   |                                   | Villeneuve d'Ascq LM         | 140                         |                                       |                                       |  |                              |                                         |                                         |  |                      |                             |                             |  |                              |                         |                         |  |
|  | Villeneuve d'Ascq LM              | 148                               | Villeneuve d'Ascq LM         | 140                         |                                       |                                       |  |                              |                                         |                                         |  |                      |                             |                             |  |                              |                         |                         |  |
|  | Villeneuve d'Ascq LM              | 148                               |                              |                             |                                       |                                       |  |                              |                                         |                                         |  |                      |                             |                             |  |                              |                         |                         |  |
|  | London Lions                      | 141                               |                              |                             |                                       |                                       |  |                              |                                         |                                         |  |                      |                             |                             |  |                              |                         |                         |  |
|  | London Lions                      | 141                               |                              | Villeneuve d'Ascq LM        | 148                                   |                                       |  |                              |                                         |                                         |  |                      |                             |                             |  |                              |                         |                         |  |
|  |                                   |                                   |                              | Villeneuve d'Ascq LM        | 148                                   |                                       |  |                              |                                         |                                         |  |                      |                             |                             |  |                              |                         |                         |  |
|  |                                   |                                   | NKA Universitas PEAC         | 110                         |                                       |                                       |  |                              |                                         |                                         |  |                      |                             |                             |  |                              |                         |                         |  |
|  | NKA Universitas PEAC              | 131                               | NKA Universitas PEAC         | 110                         |                                       |                                       |  |                              |                                         |                                         |  |                      |                             |                             |  |                              |                         |                         |  |
|  | NKA Universitas PEAC              | 131                               |                              |                             |                                       |                                       |  |                              |                                         |                                         |  |                      |                             |                             |  |                              |                         |                         |  |
|  | Piestanske Cajky                  | 119                               |                              |                             |                                       |                                       |  |                              |                                         |                                         |  |                      |                             |                             |  |                              |                         |                         |  |
|  | Piestanske Cajky                  | 119                               |                              |                             |                                       |                                       |  |                              |                                         |                                         |  | Villeneuve d'Ascq LM | 149                         |                             |  |                              |                         |                         |  |
|  |                                   |                                   |                              |                             |                                       |                                       |  |                              |                                         |                                         |  | Villeneuve d'Ascq LM | 149                         |                             |  |                              |                         |                         |  |
|  |                                   |                                   | LDLC Asvel Féminin           | 155                         |                                       |                                       |  |                              |                                         |                                         |  |                      |                             |                             |  |                              |                         |                         |  |
|  | ACS Sepsi-SIC                     | 183                               | LDLC Asvel Féminin           | 155                         |                                       |                                       |  |                              |                                         |                                         |  |                      |                             |                             |  |                              |                         |                         |  |
|  | ACS Sepsi-SIC                     | 183                               |                              |                             |                                       |                                       |  |                              |                                         |                                         |  |                      |                             |                             |  |                              |                         |                         |  |
|  | Basket Namur Capitale             | 118                               |                              |                             |                                       |                                       |  |                              |                                         |                                         |  |                      |                             |                             |  |                              |                         |                         |  |
|  | Basket Namur Capitale             | 118                               |                              | ACS Sepsi-SIC               | 159                                   |                                       |  |                              |                                         |                                         |  |                      |                             |                             |  |                              |                         |                         |  |
|  |                                   |                                   |                              | ACS Sepsi-SIC               | 159                                   |                                       |  |                              |                                         |                                         |  |                      |                             |                             |  |                              |                         |                         |  |
|  |                                   |                                   | LDLC Asvel Féminin           | 178                         |                                       |                                       |  |                              |                                         |                                         |  |                      |                             |                             |  |                              |                         |                         |  |
|  | VBW Arka Gdynia                   | 134                               | LDLC Asvel Féminin           | 178                         |                                       |                                       |  |                              |                                         |                                         |  |                      |                             |                             |  |                              |                         |                         |  |
|  | VBW Arka Gdynia                   | 134                               |                              |                             |                                       |                                       |  |                              |                                         |                                         |  |                      |                             |                             |  |                              |                         |                         |  |
|  | LDLC Asvel Féminin                | 177                               |                              |                             |                                       |                                       |  |                              |                                         |                                         |  |                      |                             |                             |  |                              |                         |                         |  |
|  | LDLC Asvel Féminin                | 177                               |                              |                             |                                       |                                       |  | LDLC Asvel Féminin           | 159                                     |                                         |  |                      |                             |                             |  |                              |                         |                         |  |
|  |                                   |                                   |                              |                             |                                       |                                       |  | LDLC Asvel Féminin           | 159                                     |                                         |  |                      |                             |                             |  |                              |                         |                         |  |
|  |                                   |                                   | Angers                       | 118                         |                                       |                                       |  |                              |                                         |                                         |  |                      |                             |                             |  |                              |                         |                         |  |
|  | Angers                            | 130                               | Angers                       | 118                         |                                       |                                       |  |                              |                                         |                                         |  |                      |                             |                             |  |                              |                         |                         |  |
|  | Angers                            | 130                               |                              |                             |                                       |                                       |  |                              |                                         |                                         |  |                      |                             |                             |  |                              |                         |                         |  |
|  | Movistar Estudiantes              | 119                               |                              |                             |                                       |                                       |  |                              |                                         |                                         |  |                      |                             |                             |  |                              |                         |                         |  |
|  | Movistar Estudiantes              | 119                               |                              | Angers                      | 151                                   |                                       |  |                              |                                         |                                         |  |                      |                             |                             |  |                              |                         |                         |  |
|  |                                   |                                   |                              | Angers                      | 151                                   |                                       |  |                              |                                         |                                         |  |                      |                             |                             |  |                              |                         |                         |  |
|  |                                   |                                   | Castors Braine               | 144                         |                                       |                                       |  |                              |                                         |                                         |  |                      |                             |                             |  |                              |                         |                         |  |
|  | OGM Ormanspor                     | 133                               | Castors Braine               | 144                         |                                       |                                       |  |                              |                                         |                                         |  |                      |                             |                             |  |                              |                         |                         |  |
|  | OGM Ormanspor                     | 133                               |                              |                             |                                       |                                       |  |                              |                                         |                                         |  |                      |                             |                             |  |                              |                         |                         |  |
|  | Castors Braine                    | 172                               |                              |                             |                                       |                                       |  |                              |                                         |                                         |  |                      |                             |                             |  |                              |                         |                         |  |
|  | Castors Braine                    | 172                               |                              |                             |                                       |                                       |  |                              |                                         |                                         |  |                      |                             |                             |  |                              |                         |                         |  |
|  |                                   |                                   |                              |                             |                                       |                                       |  |                              |                                         |                                         |  |                      |                             |                             |  |                              |                         |                         |  |

## Ronda de dieciseisavos
Los 32 equipos que continuaron en competición llegaron a esta ronda donde comenzó un sistema de play-off. 
Se disputaron un total de 16 eliminatorias a ida y vuelta, donde el equipo que continuó resultó ser aquel que sumó más puntos anotados en los dos partidos.
Los emparejamientos, así como la localía del segundo partido, fueron frutos de la clasificación de los 32 participantes por sus méritos en la Fase Regular.
Es decir; el mejor clasificado(1) enfrentó en esta ronda contra el peor clasificado(32) .... y la vuelta de la eliminatoria se jugó en casa del equipo con mejores números en la fase anterior.
Las idas se disputaron los días 4 y 5 , mientras que las vueltas entre el 11 y 12, pertenecientes estas cuatro fechas al mes de enero de 2023.
| Equipo 1                     | Agr.    | Equipo 2                 | Ida   | Vuelta |
| ---------------------------- | ------- | ------------------------ | ----- | ------ |
| Umana Reyer Venezia          | 165-150 | Dinamo Banco di Sardegna | 82-89 | 83-61  |
| Casademont Zaragoza          | 139-133 | Nesibe Aydın             | 67-66 | 72-67  |
| ACS Sepsi-SIC                | 183-118 | Basket Namur Capitale    | 93-74 | 90-44  |
| BLMA                         | 159-145 | Crvena Zvezda MTS        | 63-79 | 96-66  |
| Flammes Carolo Basket        | 150-124 | Kibirkštis               | 68-65 | 82-59  |
| Angers                       | 130-119 | Movistar Estudiantes     | 65-55 | 65-64  |
| Villeneuve d'Ascq LM         | 148-141 | London Lions             | 71-77 | 77-64  |
| InvestInTheWest Enea Gorzow  | 146-136 | Lointek Gernika Bizkaia  | 78-79 | 68-57  |
| Elitzur Landco Ramla         | 174-126 | Maccabi Bnot Ashdod      | 92-80 | 82-46  |
| NKA Universitas PEAC         | 131-119 | Piestanske Cajky         | 68-62 | 63-57  |
| OGM Ormanspor                | 133-172 | Castors Braine           | 62-90 | 71-82  |
| SL Benfica                   | 119-121 | Cadí La Seu              | 53-62 | 66-59  |
| Galatasaray Cagdas Factoring | 142-115 | Uni Gyor                 | 78-61 | 64-54  |
| VBW Arka Gdynia              | 134-177 | LDLC Asvel Féminin       | 62-86 | 72-91  |
| AZS UMCS Lublin              | 144-133 | BCF Elfic Fribourg       | 73-68 | 71-65  |
| Elitzur Holon                | 142-116 | Panathinaikos A.C.       | 67-60 | 75-56  |

Nota: el partido de ida se disputó en casa del equipo 2 y el de vuelta en la del equipo 1.

## Octavos de final
Avanzó la competición y llegamos a esta ronda eliminatoria de octavos de Final. El billete para esta fase lo obtuvieron los 16 ganadores de los emparejamientos de los dieciseisavos de final. Se volvieron a definir en eliminatorias de dos partidos; ida y vuelta, donde avanzaron los equipos cuya sumatoria de puntos tras los dos encuentros fue mayor.
Los partidos de ida se jugaron los días 25 y 26 de enero de 2023, mientras que los partidos de vuelta se disputaron en casa del equipo mejor clasificado tras la conclusión de la Fase Regular el 1 de febrero de 20223.
| Equipo 1                    | Agr.    | Equipo 2                     | Ida   | Vuelta |
| --------------------------- | ------- | ---------------------------- | ----- | ------ |
| Umana Reyer Venezia         | 145-143 | Elitzur Holon                | 68-83 | 77-60  |
| Casademont Zaragoza         | 124-119 | AZS UMCS Lublin              | 66-69 | 58-50  |
| ACS Sepsi-SIC               | 159-178 | LDLC Asvel Féminin           | 76-91 | 83-87  |
| BLMA                        | 132-155 | Galatasaray Cagdas Factoring | 75-88 | 57-67  |
| Flammes Carolo Basket       | 131-137 | Cadí La Seu                  | 54-72 | 77-65  |
| Angers                      | 151-144 | Castors Braine               | 62-61 | 89-83  |
| Villeneuve d'Ascq LM        | 148-110 | NKA Universitas PEAC         | 74-66 | 74-44  |
| InvestInTheWest Enea Gorzow | 127-170 | Elitzur Landco Ramla         | 63-85 | 64-85  |

## Cuartos de final
Van quedando menos equipos, únicamente 8 fueron los participantes en esta ronda de cuartos de Final es decir, los vencedores de las eliminatorias de octavos. Continuando con el sistema de competición propuesto, se jugaron 4 eliminatorias a doble partido cuyo vencedor resultó ser el equipo que más puntos anotó en el cómputo de los dos partidos. 
Los emparejamientos fueron frutos del Cuadro Final, sorteado antes del inicio de la competición y cuyas plazas se ocuparon según el ranking tras la Fase Regular.
Los partidos de ida fueron en la cancha del peor clasificado los días 22 y 23 de febrero, mientras que los de vuelta se jugaron en casa del mejor clasificado el 1 y 2 de marzo de 2023.
| Equipo 1                     | Agr.    | Equipo 2             | Ida   | Vuelta |
| ---------------------------- | ------- | -------------------- | ----- | ------ |
| Umana Reyer Venezia          | 134-128 | Elitzur Landco Ramla | 75-80 | 59-48  |
| Casademont Zaragoza          | 133-140 | Villeneuve d'Ascq LM | 68-84 | 65-56  |
| Angers                       | 118-159 | LDLC Asvel Féminin   | 58-88 | 60-71  |
| Galatasaray Cagdas Factoring | 161-126 | Cadí La Seu          | 86-61 | 75-65  |

## Semifinales
El número de equipos que tienen el derecho de seguir soñando quedó acotado a los 4 ganadores de los Cuartos. Continuando con el sistema de competición propuesto, estas Semifinales se jugaron en 2 eliminatorias a doble partido cuyo vencedor resultó ser el equipo que más puntos anotó en el cómputo de los dos partidos. 
Los emparejamientos fueron frutos del Cuadro Final, sorteado antes del inicio de la competición y cuyas plazas se ocuparon según el ranking tras la Fase Regular.
Los partidos de ida fueron en la cancha del peor clasificado el 15 y 16 de marzo de 2023, mientras que los de vuelta se jugaron en casa del mejor clasificado el 23 de marzo de 2023.
| Equipo 1             | Agr.    | Equipo 2                     | Ida   | Vuelta |
| -------------------- | ------- | ---------------------------- | ----- | ------ |
| Umana Reyer Venezia  | 118-134 | Galatasaray Cagdas Factoring | 49-74 | 69-60  |
| Villeneuve d'Ascq LM | 149-155 | LDLC Asvel Féminin           | 80-84 | 69-71  |

### Umana Reyer Veneziavs.Galatasaray Cagdas Factoring
| 16 de marzo de 2023 - 20:00 (TRT) Partido de Ida | Galatasaray Cagdas Factoring                            | 74–49 (Series: 74-49) | Umana Reyer Venezia                                     | Estambul |  |
|                                                  | Parciales: 14-10, 10-15, 21-11, 29-13                   |                       |                                                         | |  |
|                                                  | Estadísticas McCowan 21 McCowan 16 Stevens 4 McCowan 31 | Pts Reb Asts Val      | Estadísticas 20 Shepard 7 Shepard 4 Santucci 18 Shepard | Pabellón: Ahmet Comert Sports Hall Asistencia: 507 espectadores Árbitros: Petr HRUSA Gintaras MACIULIS Jelena TOMIC |  |

| 23 de marzo de 2023 - 19:30 (CET) Partido de Vuelta | Umana Reyer Venezia                                           | 69–60 (Series: 118-134) | Galatasaray Cagdas Factoring                          | Venecia |  |
|                                                     | Parciales: 13-12, 19-11, 18-22, 19-15                         |                         |                                                       | |  |
|                                                     | Estadísticas Shepard 15 Shepard 9 Shepard, Villa 4 Shepard 19 | Pts Reb Asts Val        | Estadísticas 20 Stevens 18 McCowan 2 Alben 29 McCowan | Pabellón: Palasport Taliercio Asistencia: 875 espectadores Árbitros: Zdenko TOMASOVIC Ariadna CHUECA Carsten STRAUBE |  |

| Pasa a la Finales Galatasaray Cagdas Factoring |

### Villeneuve  d'Ascq LMvs.LDLC Asvel Féminin
| 15 de marzo de 2023 - 20:00 (CET) Partido de Ida | LDLC Asvel Féminin                                         | 84–80 (Series: 84-80) | Villeneuve d'Ascq LM                              | Lyon |  |
|                                                  | Parciales: 24-19, 19-25, 18-22, 23-14                      |                       |                                                   | |  |
|                                                  | Estadísticas Williams 19 Williams 9 Johannès 7 Williams 21 | Pts Reb Asts Val      | Estadísticas 28 Burke 7 Smalls 9 Smalls 33 Smalls | Pabellón: Gymnase Mado Bonnet Asistencia: 1026 espectadores Árbitros: Ariadna CHUECA Jan BALOUN Lukasz JANKOWSKI |  |

| 23 de marzo de 2023 - 20:00 (CET) Partido de Vuelta | Villeneuve d'Ascq LM                             | 69–71 (Series: 149-155) | LDLC Asvel Féminin                                | Villeneuve-d'Ascq                                                                                        |  |
|                                                     | Parciales: 18-19, 18-22, 20-12, 13-18            |                         |                                                   | |  |
|                                                     | Estadísticas Burke 14 Burke 7 Hériaud 8 Burke 18 | Pts Reb Asts Val        | Estadísticas 23 Gruda 7 Gruda 4 Dietrick 24 Gruda | Pabellón: Le Palacium Asistencia: 2150 espectadores Árbitros: Geert JACOBS Mihkel MÄNNISTE Blaz ZUPANCIC |  |

| Pasa a la Finales LDLC Asvel Féminin |

## Finales
Tras un largo camino Galatasaray Cagdas Factoring y LDLC Asvel Féminin llegaron a la última parada. 
Estas Finales respetaron hasta el final el sistema utilizado en estas eliminatorias: ganó el equipo que más puntos anotase en el cómputo de los dos partidos y la localía de la vuelta en cancha del equipo con mejor ranking.
Tras dos decisivos partidos conocimos al flamante campeón de la FIBA EuroCup Women 2022-23.
La ida de las Finales se jugaron el 5 de abril en terreno francés y la vuelta en cancha turca el 12 de abril de 2023, ambos partidos acabaron con victorias parciales del LDLC Asvel Féminin. 
El miércoles 12 de abril de 2023 terminó está edición coronando como campeón por primera vez en su historia al LDLC Asvel Féminin. Las lyonesas vencieron en las  finales por un contundente 180-113 ante el Galatasaray Cagdas Factoring.
La jugadora francesa Marine Johannès además del trofeo de la competición, fue galardonada como MVP de las Finales.
| Sedes de las Finales        | Sedes de las Finales        | Sedes de las Finales                |                                     |
| Metrópoli de Lyon           | Metrópoli de Lyon           | Estambul                            | Estambul                            |
| --------------------------- | --------------------------- | ----------------------------------- | ----------------------------------- |
| Astroballe Capacidad: 5.556 | Astroballe Capacidad: 5.556 | Sinan Erdem Arena Capacidad: 16.000 | Sinan Erdem Arena Capacidad: 16.000 |
|                             |                             |                                     |                                     |

| Equipo 1                     | Agr.    | Equipo 2           | Ida   | Vuelta |
| ---------------------------- | ------- | ------------------ | ----- | ------ |
| Galatasaray Cagdas Factoring | 113-180 | LDLC Asvel Féminin | 56-95 | 57-85  |

| 5 de abril de 2023 - 20:00 (CEST) FINAL, IDA | LDLC Asvel Féminin                                       | 95–56 (Series: 95-56) | Galatasaray Cagdas Factoring                                    | Metrópoli de Lyon                                                                                        |  |
|                                              | Parciales: 27-19, 23-9, 22-12, 23-16                     |                       |                                                                 | |  |
|                                              | Estadísticas Johannès 25 Gruda 10 Williams 5 Williams 22 | Pts Reb Asts Val      | Estadísticas 12 McCowan 12 McCowan 4 Stevens, Prince 17 McCowan | Pabellón: Astroballe Asistencia: 4425 espectadores Árbitros: Gvidas GEDVILAS Cecília TÓTH Marek KUKELCIK |  |

| 12 de abril de 2023 - 20:00 (TRT) FINAL, VUELTA | Galatasaray Cagdas Factoring                             | 57–85 (Series: 113-180) | LDLC Asvel Féminin                                   | Estambul |  |
|                                                 | Parciales: 13-23, 14-32, 15-16, 15-14                    |                         |                                                      | |  |
|                                                 | Estadísticas McCowan 21 McCowan 6 Yıldızhan 5 McCowan 21 | Pts Reb Asts Val        | Estadísticas 20 Johannès 10 Ciak 6 Johannès 21 Gruda | Pabellón: Sinan Erdem Arena Asistencia: 2100 espectadores Árbitros: Paulo MARQUES Viola GYÖRGYI Beniamino Manuel ATTARD |  |

| Campeponas FIBA EuroCup Women 22-23 |
| ----------------------------------- |
| LDLC Asvel Féminin 1er título       |

## Distinciones individuales
MVP Mensual
| Mes       | Jugadora       | Club                         | Ref-   |
| 2022      | 2022           | 2022                         | 2022   |
| --------- | -------------- | ---------------------------- | ------ |
| Noviembre | Alanna Smith   | InvestInTheWest Enea Gorzow  | [ 8 ]  |
| Diciembre | Teaira McCowan | Galatasaray Cagdas Factoring | [ 9 ]  |
| 2023      |                |                              |        |
| Enero     | Teaira McCowan | Galatasaray Cagdas Factoring | [ 10 ] |
| Febrero   | Shakira Austin | Elitzur Landco Ramla         | [ 11 ] |
| Marzo     | Teaira McCowan | Galatasaray Cagdas Factoring | [ 12 ] |

MVP de las Finales
| Jugadora        | Club               | Puntos | Rebotes | Asistencias | Valoración |
| --------------- | ------------------ | ------ | ------- | ----------- | ---------- |
| Marine Johannès | LDLC Asvel Féminin | 22.5   | 2       | 5           | 19.5       |

Jugadora de la Jornada en las Eliminatorias
| Mes                    | Jugadora                      | Club                                            | Valoración |
| Finales                | Finales                       | Finales                                         | Finales    |
| ---------------------- | ----------------------------- | ----------------------------------------------- | ---------- |
| Ida                    | Gabby Williams                | LDLC Asvel Féminin                              | 22         |
| Vuelta                 | Sandrine Gruda Teaira McCowan | LDLC Asvel Féminin Galatasaray Cagdas Factoring | 21         |
| Semifinales            |                               |                                                 |            |
| Ida                    | Kamiah Smalls                 | Villeneuve d'Ascq LM                            | 33         |
| Vuelta                 | Teaira McCowan                | Galatasaray Cagdas Factoring                    | 29         |
| Cuartos de final       |                               |                                                 |            |
| Ida                    | Shakira Austin                | Elitzur Landco Ramla                            | 37         |
| Vuelta                 | Leonie Fiebich                | Casademont Zaragoza                             | 31         |
| Octavos de final       |                               |                                                 |            |
| Ida                    | Teaira McCowan Azurá Stevens  | Galatasaray Cagdas Factoring                    | 33         |
| Vuelta                 | Teaira McCowan                | Galatasaray Cagdas Factoring                    | 31         |
| Ronda de dieciseisavos |                               |                                                 |            |
| Ida                    | Shakira Austin Khadijiah Cave | Elitzur Landco Ramla ACS Sepsi-SIC              | 33         |
| Vuelta                 | Kennedy Burke                 | Villeneuve d'Ascq LM                            | 38         |

Nota: Las jugadoras aquí mencionadas son las que mayor número de valoración obtuvieron por la jornada señalada, independientemente de si su equipo venciese o no en la misma.
Jugadora de la Jornada Fase Regular
| Jornada | Jugadora       | Club                     | Valoración |
| ------- | -------------- | ------------------------ | ---------- |
| 1       | Alisia Jenkins | Ramat Hasharon           | 44         |
| 2       | Courtney Range | BCF Elfic Fribourg       | 39         |
| 3       | Nikolina Milić | Flammes Carolo Basket    | 34         |
| 4       | Joyner Holmes  | Dinamo Banco di Sardegna | 34         |
| 5       | Reka Lelik     | Castors Braine           | 42         |
| 6       | Kalani Brown   | Maccabi Bnot Ashdod      | 48         |

Nota: Las jugadoras aquí mencionadas son las que mayor número de valoración obtuvieron por la jornada señalada, independientemente de si su equipo venciese o no en la misma.

Líderes estadísticos de la TEMPORADA
| Apartado estadístico | Media por partido | Jugadora                                                 | Club                                              |
| -------------------- | ----------------- | -------------------------------------------------------- | ------------------------------------------------- |
| Valoración           | 27.9              | Teaira McCowan (12 partidos)                             | Galatasaray Cagdas Factoring                      |
| Puntos               | 20.2              | Teaira McCowan (12 partidos) Shakira Austin(12 partidos) | Galatasaray Cagdas Factoring Elitzur Landco Ramla |
| Rebotes              | 14.4              | Teaira McCowan (12 partidos)                             | Galatasaray Cagdas Factoring                      |
| Asistencias          | 8.2               | Julie Vanloo (11 partidos)                               | BLMA                                              |
| Recuperaciones       | 2.3 3             | Gabby Williams (12 partidos) Leïla Lacan (10 partidos)   | LDLC Asvel Féminin Angers                         |
| Tapones              | 1.5 3.1           | Awak Kuier (14 partidos) Natasha Mack (10 partidos)      | Umana Reyer Venezia AZS UMCS Lublin               |

Líderes estadísticos de la Fase Regular
| Apartado estadístico | Media por partido | Jugadora                                              | Club                                 |
| -------------------- | ----------------- | ----------------------------------------------------- | ------------------------------------ |
| Valoración           | 27.5              | Alisia Jenkins (6 partidos)                           | Ramat Hasharon                       |
| Puntos               | 22.5              | Jennie Simms (6 partidos)                             | Elitzur Holon                        |
| Rebotes              | 12.8 14.8         | Natasha Mack (6 partidos) Cierra Burdick (5 partidos) | AZS UMCS Lublin NKA Universitas PEAC |
| Asistencias          | 8.2               | Julie Vanloo (6 partidos)                             | BLMA                                 |
| Recuperaciones       | 3.5               | Ke'Shunan James (6 partidos)                          | Piestanske Cajky                     |
| Tapones              | 3.3               | Beatrice Mompremier (6 partidos)                      | Uni Gyor                             |

Nota: Como bien indica el encabezamiento, se muestran en esta tabla a las líderes estadísticos del cómputo estricto de las 6 Jornadas de la  Fase Regular, sin contabilidad de medias en posibles partidos jugados en fases anteriores a la señalada.